# Diospyros korupensis
Espèce
Classification APG III (2009)
Statut de conservation UICN

 EN B1ab(iii)+2ab(iii) : En danger
Diospyros korupensis est une espèce deplante à fleurs de la famille des Ebenaceae originaire d'Afrique. 

## Description
C’est un grand arbre pouvant atteindre 25 m, croissant dans la forêt à feuilles persistantes des plaines avec des précipitations supérieures à 3 000 mm/an. Ses fleurs à corolles blanches sont fortement parfumées. 

## Distribution et habitat
On trouve plus de 1 000 spécimens dans la région du sud-ouest (dans le parc national du Korup) et sur le mont Cameroun à Bomana, Bakingili et Njonji. 

## Dangers
L'espèce est considérée comme en voie de disparition car elle n’occupe qu’une superficie minimale de 36 km2. Elle est connue dans quatre localités et son aire de répartition continue à diminuer. Elle est éliminée à la suite du développement de l'agro-industrie dans la région du Mont Cameroun, en particulier à des altitudes inférieures. 